# Oxuderces wirzi
Espèce
Oxuderces wirzi est une espèce de poissons d'eau de mer ou saumâtre de la famille des Gobiidae (les gobies).

## Répartition et habitat
Ce poisson se rencontre sur les côtes de la Papouasie-Nouvelle-Guinée et celles du Nord de l'Australie. Il est présent à l'embouchure des rivières sur fonds boueux ou sableux.

## Description
Oxuderces wirzi peut mesurer jusqu'à 105 mm, queue non comprise. Ce poisson a la faculté de pouvoir respirer à l'air libre.

## Classification
Le nom valide complet (avec auteur) de ce taxon est Oxuderces wirzi (Koumans, 1937).
L'espèce a été initialement classée dans le genre Apocryptodon sous le protonyme Apocryptodon wirzi Koumans, 1937,.
Oxuderces wirzi a pour synonyme :
- Apocryptodon wirzi Koumans, 1937

## Étymologie
Son épithète spécifique, wirzi, lui a été donnée en l'honneur du Dr Wirz qui a collecté l'holotype et qui pourrait être l'anthropologue suisse Paul Wirz (d) (1892-1955)

## Publication originale
- (en) F. P. Koumans, « Notes on gobioid fishes. 10. On a collection of the museum of Basle, with description of a new species of Apocryptodon », Zoologische Mededelingen, Pays-Bas, vol. 20,‎ 1937, p. 24-26 (ISSN 0024-0672, e-ISSN 1876-2174, lire en ligne, consulté le 17 février 2024).